# Božo Petrov
Božo Petrov né le 16 octobre 1979 à Metković, est un homme politique croate membre du Pont des listes indépendantes (MOST).
Le 14 octobre 2016, il est élu président du Parlement de Croatie par 132 voix pour, une voix contre et 12 abstentions.